# Al-Rayyan SC (handball)
La section de handball du Al-Rayyan SC est un club situé à Al Rayyan au Qatar et évoluant dans le Championnat du Qatar.

## Palmarès
Compétitions nationales
- Championnat du Qatar (2) : 1978, 1987

Compétitions internationales
- Ligue des champions de l'AHF (1):  2012
  - Finaliste en 2006 et 2013
- Championnat arabe des clubs champions (1): 2000

## Joueurs emblématiques
- Hamad Madadi